# محوطه شان کلاو
محوطه‌ شان کلاو مربوط به دوره اشکانی است و در بخش مرکزی شهرستان شیروان و چرداول، دهستان شباب، روستای طاق گاورین واقع شده و این اثر در تاریخ ۳۰ دی ۱۳۸۵ با شمارهٔ ثبت ۱۶۹۰۳ به‌عنوان یکی از آثار ملی ایران به ثبت رسیده است.